# Кузнецова, Ольга Алексеевна (футболистка)
Ольга Алексеевна Кузнецова (род. 18 июня 1986, Ленинград) — российская футболистка, игрок в мини-футбол и пляжный футбол. Мастер спорта России международного класса.
Серебряный и дважды бронзовый призёр чемпионата мира. Двукратная чемпионка и многократный призёр России по мини-футболу в составе команды «Аврора» (Санкт-Петербург).
В составе «Авроры» также принимала участие в матчах высшей лиги России по большому футболу.